# (34421) 2000 SA12
2000 SA12 (asteroide 34421) é um asteroide da cintura principal. Possui uma excentricidade de 0.12357070 e uma inclinação de 20.57794º.
Este asteroide foi descoberto no dia 20 de setembro de 2000 por LINEAR em Sabará Brasil